# Choszczeński
Choszczeński là một huyện thuộc tỉnh Zachodniopomorskie của Ba Lan. Huyện có diện tích 1328 km². Đến ngày 1 tháng 1 năm 2011, dân số của huyện là 49574 người và mật độ 37 người/km².